# Народження складності
Народження складності (рос. Рождение сложности. Эволюционная биология сегодня. Неожиданные открытия и новые вопросы, 2010) — науково-популярна книга російського біолога  Олександра Маркова, в якій узагальнюються і систематизуються знання, накопичені в галузі  еволюційної біології. Автор також розповідає про цікаві та неочікувані відкриття, зроблені біологами в останні роки, розмірковує про актуальні напрямки майбутніх досліджень.

## Відгуки
Біолог Олександр Балакірєв вважає, що складність і детальність книги є її перевагами як науково-популярного твору.
У 2021 році робота потрапила до числа 40 науково-популярних книг, відібраних експертами програми «Всенаука» та Комісії Російської академії наук з популяризації науки для безкоштовної публікації в Інтернеті в межах проєкту «Дігітека».

## Відзнаки
У 2010 році книга стала фіналістом премії науково-популярної літератури «Просвітитель».